# Poienii de Jos, Bihor
Poienii de Jos (maghiară Alsópojény) este un sat în comuna Buntești din județul Bihor, Crișana, România.
Prima atestare documentară 1587 sub numele de Alsopöen.

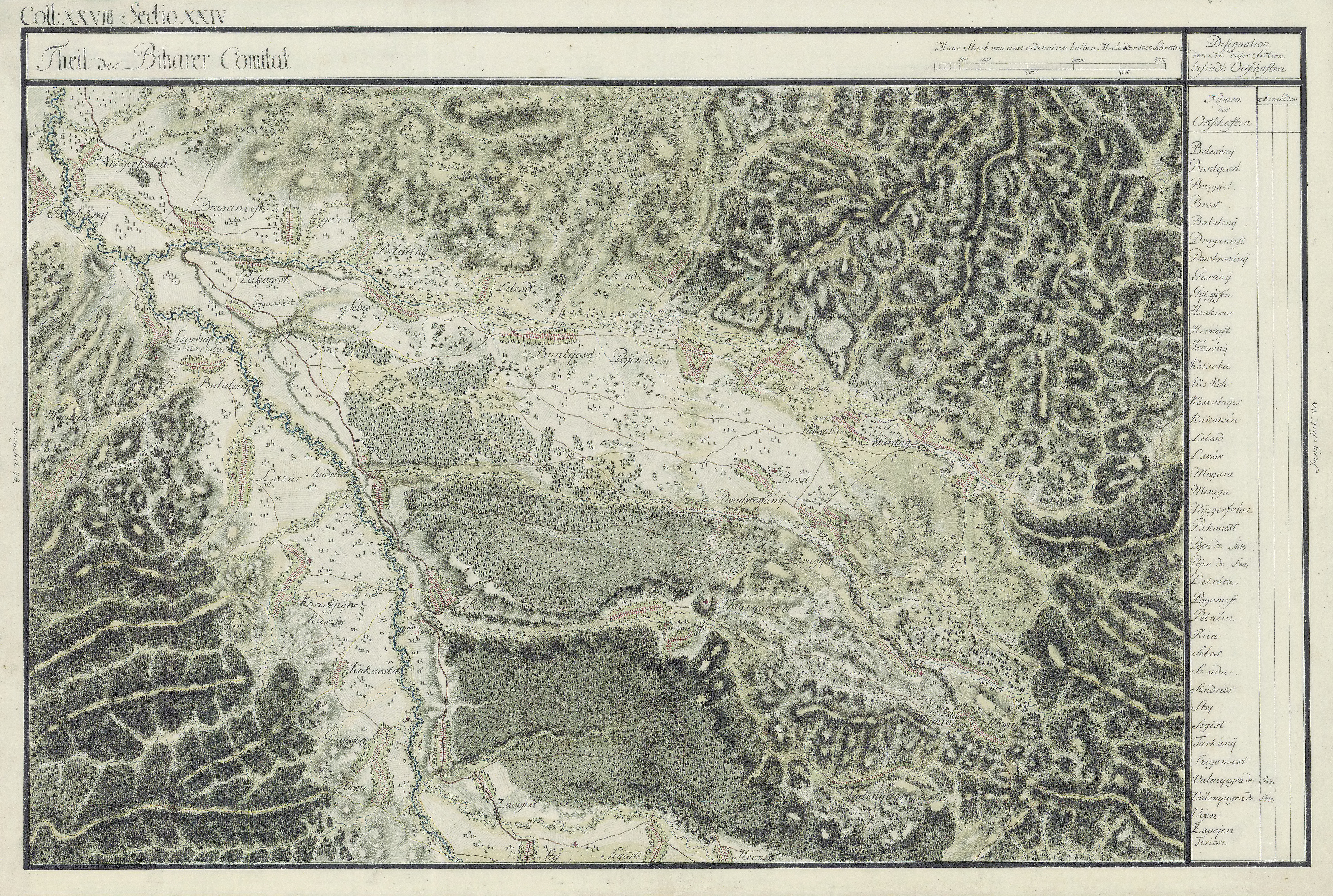
Poienii de Jos în Harta Iosefină a Comitatului Bihor, 1782-85

 Acest articol despre o localitate din județul Bihor este deocamdată un ciot. Puteți ajuta Wikipedia prin completarea lui.